# Adolf Spemann
Adolf Spemann (* 12. März 1886 in Menton; † 10. Oktober 1964 in Garmisch-Partenkirchen) war ein deutscher Verleger und Kulturpolitiker.

## Leben
Adolf Spemann wurde am 12. März 1886 als Sohn des Verlegers Wilhelm Spemann geboren. Zu seinen fünf Geschwistern gehörten der Verleger Gottfried Spemann und der Biologe Hans Spemann. Adolf Spemann besuchte ein Gymnasium in Stuttgart, absolvierte dann eine Lehre als Buchhändler und studierte an mehreren Universitäten Philosophie, Kunst-, Literatur- und Musikgeschichte. Im Jahr 1910 promovierte er mit der Dissertation Johann Heinrich Dannecker: das Leben, das Werk, der Mensch an der Julius-Maximilians-Universität Würzburg.
Carl Engelhorn verkaufte seinen Verlag 1910 aus Gesundheitsgründen; ein Teil ging an seinen langjährigen Mitarbeiter Paul Schumann und ein Teil wurde dem Spemann Verlag angeboten. Adolf Spemann trat nur ungern in den rivalisierenden Verlag ein und empfand das Verlegen von Unterhaltungs- und Kriminalromanen als unter seinem Niveau: „Und dies nach vier Jahren ernster Arbeit auf dem Gebiet der Kunstgeschichte, der Musikgeschichte, der Philosophie!“ Sein Plan war, zehn Jahre dort das Handwerk zu lernen und dann in den väterlichen Verlag zurückzukehren. Doch sein Vater Wilhelm Spemann starb unerwartet kurz vor seinem Antritt. Immerhin erlaubte es ihm sein gefestigter Stand nun, seine Jugendliebe nach zwei Jahren Verlobung zu heiraten.
Spemann baute den Engelhorn Verlag zu einem bedeutenden literarischen Verlag aus und wurde schließlich 1937 Alleininhaber.
Spemann kämpfte im Ersten Weltkrieg und wurde mehrfach ausgezeichnet. Er schrieb in seinen Memoiren: „Wie wir alle bin ich aus dem Krieg als ein anderer Mann hervorgegangen und ich habe an mir selbst die Wahrheit des Nietzscheworts erfahren: Was mich nicht umbringt, macht mich stärker. Und diese Stärke sollte ich noch manches Mal brauchen. Auch möchte ich diese Jahre unter keinen Umständen missen und ich habe es sehr wohl verstanden, daß Bruder Hans, der große Forscher und Pionier friedlicher Wissenschaft, mir einmal in späteren Jahren klagte, er vermisse in seinem eigenen Leben, daß er den Krieg nur in der Heimat und nicht mit der Waffe erlebt habe. Er wußte, daß dieses letzte furchtbare Erlebnis sich für den Mann durch nichts anderes ersetzen läßt und daß da, wo es fehlt, allzuvieles graue oder rosige Theorie bleibt.“
Im Börsenverein des Deutschen Buchhandels war Spemann Ausschussmitglied in der Auslandsabteilung und fungierte zudem als Schriftführer der Max-Reger-Gesellschaft. In der Reichsschrifttumskammer wurde Spemann innerhalb der „Gruppe Schriftsteller“ der Leiter der „Arbeitsgemeinschaft der schöngeistigen Verleger“. Spemann trat 1940 in die NSDAP ein, „als Hitler auf der Höhe seiner Erfolge war und die Weltgeschichte anscheinend ihr Urteil zu seinen Gunsten gesprochen hatte. Ich gehörte nicht zu den jetzt plötzlich allerorten auftauchenden Hellsehern, die das ganze folgende Unglück hatten kommen sehen; ich hatte geglaubt. Ich habe dafür bezahlt. Die Rechnung war ja beträchtlich.“
Im Dezember 1945 wurde Spemann im Engelhornverlag Adolf Spemann von der amerikanischen Besatzungsmacht durch einen Treuhänder ersetzt („Der Morgenthauplan herrschte.“), bis die Spruchkammer ihn im Sommer 1948 ohne Sühnemaßnahmen als „Mitläufer“ einstufte. Seine Tochter führte die Lizenz ab Juli 1948, bis Spemann ein Jahr später den Verlag wieder selbst leiten durfte.
Spemann führte den Engelhorn Verlag weiter, bis er ihn 1956 an die Deutsche Verlags-Anstalt verkaufte.

## Publikationen

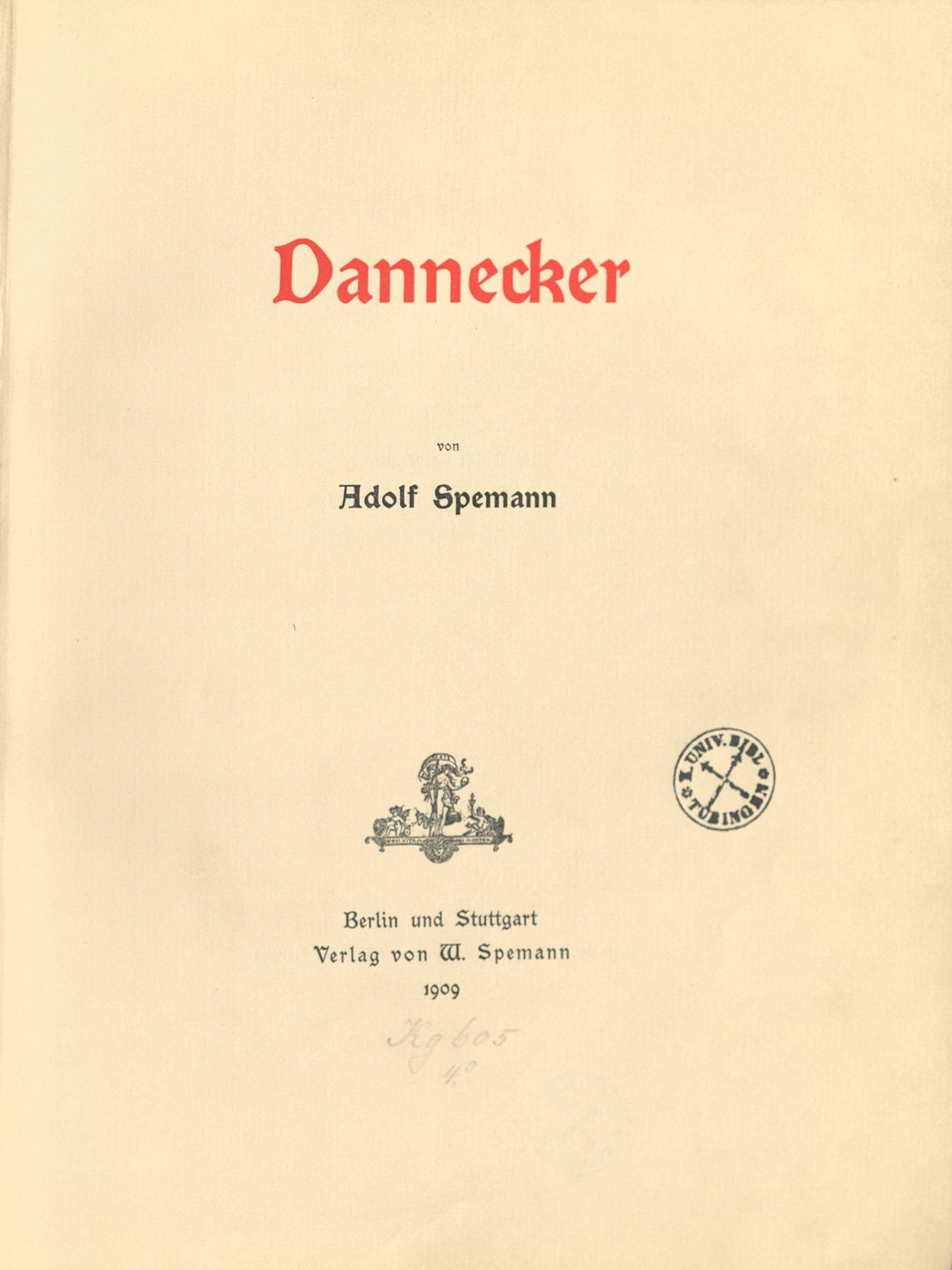
Dannecker (1909)

- Johann Heinrich Dannecker: das Leben, das Werk, der Mensch, Dissertation, 1909
- Berufsgeheimnisse und Binsenwahrheiten. Aus den Erfahrungen eines Verlegers, 1938
- Soll ich Verleger werden?, 1941
- Wilhelm Spemann, 1943
- Die Kalkulation im schöngeistigen Verlag, 1944
- Vergleichende Zeittafel der Weltliteratur, 1951
- Bei Licht betrachtet. Ketzereien und Bekenntnisse, 1955
- Menschen und Werke. Erinnerungen eines Verlegers, 1959